# Bluetooth Low Energy
Bluetooth Low Energy (Bluetooth LE, hovorově BLE, dříve uváděný na trh jako Bluetooth Smart) je bezdrátová technologie personálních sítí navrhovaná a uváděná na trh skupinou Bluetooth Special Interest Group (Bluetooth SIG), která je zaměřená na nové aplikace ve zdravotnictví, fitness, bezdrátové majáky, bezpečnost a pro podporu domácí zábavy. Ve srovnání s klasickým Bluetooth poskytuje Bluetooth LE výrazně nižší spotřebu elektrické energie a nižší náklady při zachování podobného komunikačního dosahu.
Bluetooth LE je nezávislý na klasickém standardu Bluetooth a neposkytuje žádnou vzájemnou kompatibilitu, ale Bluetooth Basic Rate/Enhanced Data Rate (BR/EDR) a LE mohou koexistovat. Původní specifikace byla vyvinuta společností Nokia v roce 2006 pod názvem Wibree, která byla integrována do Bluetooth 4.0 v prosinci 2009 jako Bluetooth LE. Bluetooth LE používá ISM pásmo 2,4 GHz, což umožňuje dual-mode zařízením pomocí stejné antény podporovat jak klasický Bluetooth, tak Bluetooth LE.
Mobilní operační systémy včetně iOS, Android, Windows Phone a BlackBerry, stejně jako systémy pro stolní počítače (macOS, Linux, Windows 8 a novější), podporují Bluetooth LE nativně.